# Ǫ
Ǫ, ǫ — літера розширеної латиниці. Являє собою латинську літеру O з «огонеком». Зазвичай використовується для позначення звуків [õ] або [ɔ̃] — носових варіантів голосних [o] і [ɔ].
Вживається у писемностях таких мов, як навахо, крикська, дадібі, гвічин, західно-апачської, мескалеро, мескалеро-чирікауанської апаче. Символ *ǫ також використовується у системі фонетичної транскрипції праслов'янської мови — для позначення носового [o].

## Кодування
У Юнікоді для великої Ǫ існує код U+01EA, для малої — U+01EB. Окрім того, є можливість окремого кодування «огонека»: для великої літери U+004F + U+0328, для малої — U+006F + U+0328.